# 粉背南蛇藤
粉背南蛇藤（学名：Celastrus hypoleucus）是卫矛科南蛇藤属的植物，为中国的特有植物。分布在中国大陆的河南、四川、陕西、甘肃、贵州、湖北等地，生长于海拔400米至2,500米的地区，多生于丛林中，目前尚未由人工引种栽培。

## 别名
博根藤、落霜红（同前） 绵藤（湖北）